# Bleiband
Das Bleiband, auch Beschwerungsband, ist ein Band aus kleinen Blei- oder Stahlkugeln in einem Schlauch aus Textil oder Kunststoff, das im Bereich der Raumausstattung am unteren Abschluss von Gardinen oder Duschvorhängen angebracht wird, um diese durch das Gewicht besser fallen zu lassen.
Bleibänder werden entweder in einen Bodensaum eingelegt oder an die Unterkante des Stoffs angekettelt. Eine bekannte deutsche Gardinenweberei hat das Bleiband über Jahre mit einem goldenen Faden angekettelt und als Markenzeichen („... mit der Goldkante“) vermarktet. Bleiband gibt es in verschiedenen Gewichtsklassen von 14 bis 400 Gramm pro Meter.
Das Element Blei ist toxisch, seine Benutzung ist in der Europäischen Union seit 2018 streng reglementiert. Da das Blei durch das Schlauchband geschützt ist, stellt es bei der Benutzung keine Gefahr für den Verbraucher dar, bei der Entsorgung kann es jedoch zu einer Umweltverschmutzung kommen. Als Alternativen werden heute Gummibänder und Edelstahl verwendet.

## Ähnliche Verwendungsbereiche

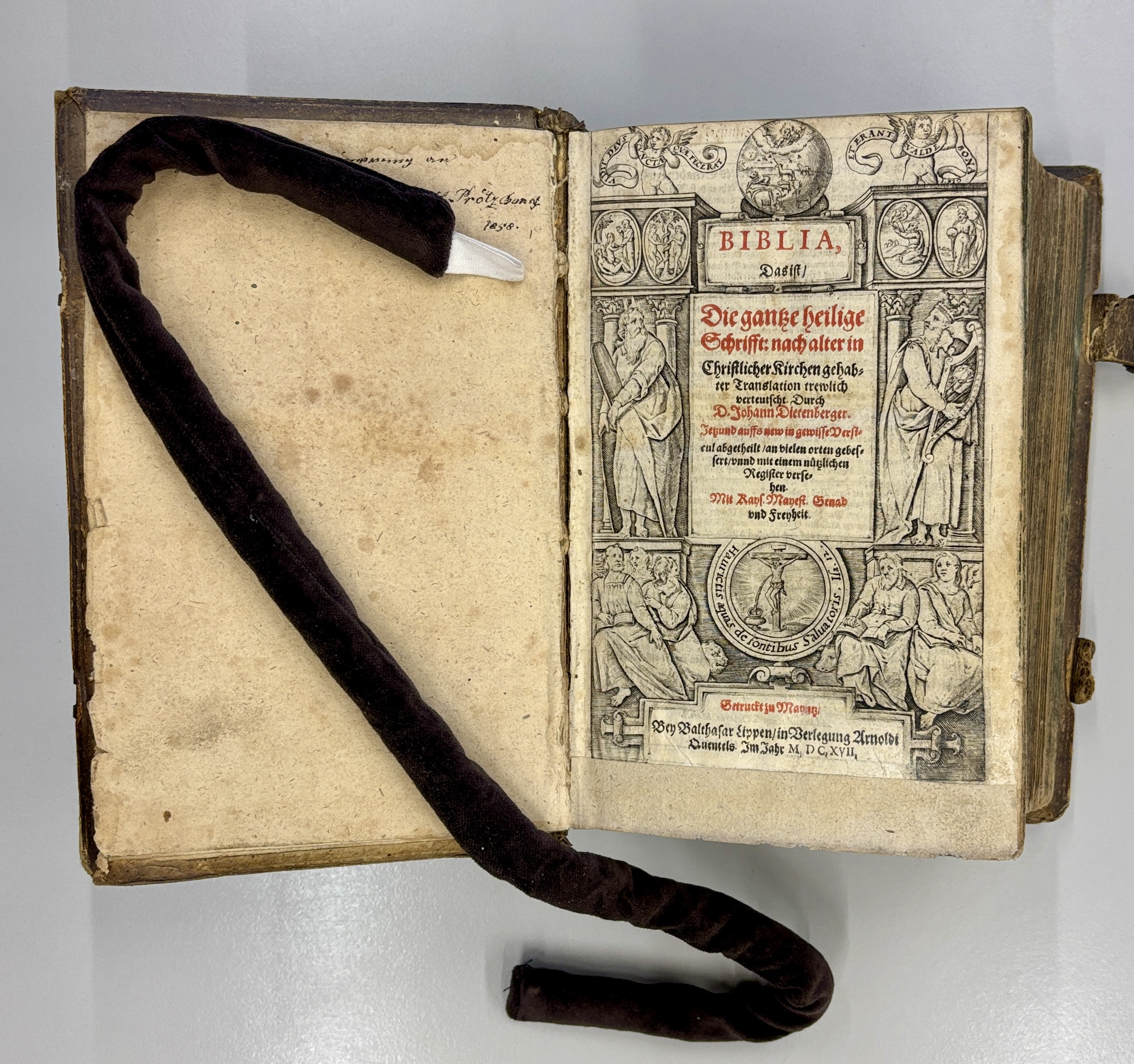
Bleischlange zum schonenden Beschweren von Buchseiten

### Bleiband im Gärtnereibedarf
Auch für Gärtnereibedarf gibt es Bleiband als flaches ca. 1 cm breites Band, verwendet zum Verbinden von Pflanzenteilen, zum Beispiel bei der Gurkenveredelung. Blei wird in diesem Fall wegen seiner Plastizität verwendet.

### Bleischlangen für Bücher
Eine dem textilen Bleiband ähnliche Variante (umgangssprachlich Bleischlange genannt), bei der die Umhüllung aus Samt oder ähnlichen dekorativen Stoffen besteht, wird in Museen und Archiven verwendet, um die Seiten von aufgeschlagenen Büchern oder Handschriften z. B. bei Ausstellungen schonend zu fixieren.